# 1741 у літературі

## Книги
- «Апологія життя місіс Шамели Ендрюс» — літературний дебют Генрі Філдінга, пародія на роман Семюела Річардсона «Памела».

## Народились
- 18 жовтня — П'єр Шодерло де Лакло, французький письменник.

## Померли
- 17 березня — Жан-Батист Руссо, французький драматург і поет.
- 21 грудня — Бернар де Монфокон, французький історик, філолог.